# Jiří Homola
Jiří Homola (ur. 2 lipca 1980 w Nymburku) – czeski piłkarz grający na pozycji środkowego obrońcy.

## Kariera klubowa
Profesjonalną piłkarską karierę Jiří Homola rozpoczynał w FK Baumit Jablonec, w którego barwach zadebiutował w Gambrinus Lidze. Szybko wywalczył miejsce w podstawowym składzie i w sezonie 2000/2001 rozegrał 18 meczów i strzelił w nich dwa gole. W następnych rozgrywkach nadal regularnie pojawiał się na boisku, przez kolejne półtora roku zdobył także trzy bramki. Do siatki rywala trafiał w pojedynkach przeciwko Viktorii Žižkov, Baníkowi Ostrawa i ponownie Viktorii Žižkov.
10 stycznia 2003 roku podpisał trzyipółletni kontrakt ze Spartą Praga. W nowym klubie po raz pierwszy wystąpił 15 lutego, grając przez pełne 90 minut przeciwko FK Teplice, natomiast pierwszego gola zdobył na początku marca w meczu ze Slovanem Liberec. W rundzie wiosennej sezonu 2002/2003 był podstawowym graczem swojej drużyny i razem z nią sięgnął po tytuł mistrz Czech. Sukces ten powtórzył w 2005 roku. Wcześniej zadebiutował także w rozgrywkach Lidze Mistrzów, występując 26 listopada 2003 roku w meczu fazy grupowej z Chelsea F.C.. W sezonie 2003/2004 było to jego jedyne spotkanie w europejskich pucharach, kolejne pięć zaliczył w następnych rozgrywkach (m.in zagrał w dwóch meczach z Manchesterem United: zremisowanym 0:0 i przegranym na wyjeździe 1:4).
Latem 2005 roku Homola został przesunięty do drugiej drużyny Sparty, natomiast w sierpniu przeszedł do tureckiego Malatyasporu. W jego barwach rozegrał w tureckiej ekstraklasie 22 mecze oraz sześć w pucharze kraju. Strzelił łącznie trzy gole. Po roku powrócił do Sparty i w rundzie jesiennej sezonu 2006/2007 zaliczył w niej osiem ligowych pojedynków. Pod koniec lutego 2007 roku podpisał kontrakt ze swoim byłym klubem – FK Baumit Jablonec. W sezonie 2007/2008 występował z nim w rozgrywkach Pucharu UEFA, natomiast w sezonie 2009/2010 był graczem rezerw. We wrześniu 2010 roku przeszedł do MFK Karwina, w którym zagrał dziewięć razy.
Na początku grudnia 2010 roku przebywał na testach w Koronie Kielce, jednak nie podpisał z nią kontraktu. W 2011 przeszedł do gruzińskiego Dinama Tbilisi.

## Osiągnięcia

### Sparta Praga
- Gambrinus Liga: 2002-03, 2004-05, 2006-07
- Puchar Czech: 2003-04, 2006-07

## Statystyki
| Statystyki kariery klubowej | Statystyki kariery klubowej | Statystyki kariery klubowej | Statystyki kariery klubowej | Statystyki kariery klubowej |
| Sezon                       | Klub                        | Rozgrywki                   | Mecze                       | Bramki                      |
| --------------------------- | --------------------------- | --------------------------- | --------------------------- | --------------------------- |
| 1999/00                     | FK Baumit Jablonec          | Gambrinus Liga              | 7                           | 1                           |
| 2000/01                     | FK Baumit Jablonec          | Gambrinus Liga              | 18                          | 2                           |
| 2001/02                     | FK Baumit Jablonec          | Gambrinus Liga              | 23                          | 2                           |
| 2002/03 (j)                 | FK Baumit Jablonec          | Gambrinus Liga              | 14                          | 2                           |
| 2002/03 (w)                 | Sparta Praga                | Gambrinus Liga              | 13                          | 1                           |
| 2003/04                     | Sparta Praga                | Gambrinus Liga              | 7                           | 1                           |
| 2004/05                     | Sparta Praga                | Gambrinus Liga              | 23                          | 5                           |
| 2005/06                     | Malatyaspor                 | Süper Lig                   | 22                          | 2                           |
| 2006/07 (j)                 | Sparta Praga                | Gambrinus Liga              | 8                           | 0                           |
| 2006/07 (w)                 | FK Baumit Jablonec          | Gambrinus Liga              | 11                          | 0                           |
| 2007/08                     | FK Baumit Jablonec          | Gambrinus Liga              | 29                          | 1                           |
| 2008/09                     | FK Baumit Jablonec          | Gambrinus Liga              | 16                          | 0                           |
| 2009/10                     | FK Baumit Jablonec          | Gambrinus Liga              | 0                           | 0                           |
| 2010/11 (j)                 | MFK Karwina                 | 2. česká fotbalová liga     | 9                           | 0                           |
| 2010/11 (w)                 | Dinamo Tbilisi              | Umaglesi Liga               | 13                          | 0                           |
| 2011/12                     | Dinamo Tbilisi              | Umaglesi Liga               | 15                          | 0                           |
| 2012/13                     | MFK Karwina                 | 2. česká fotbalová liga     | 12                          | 2                           |